# Раукар

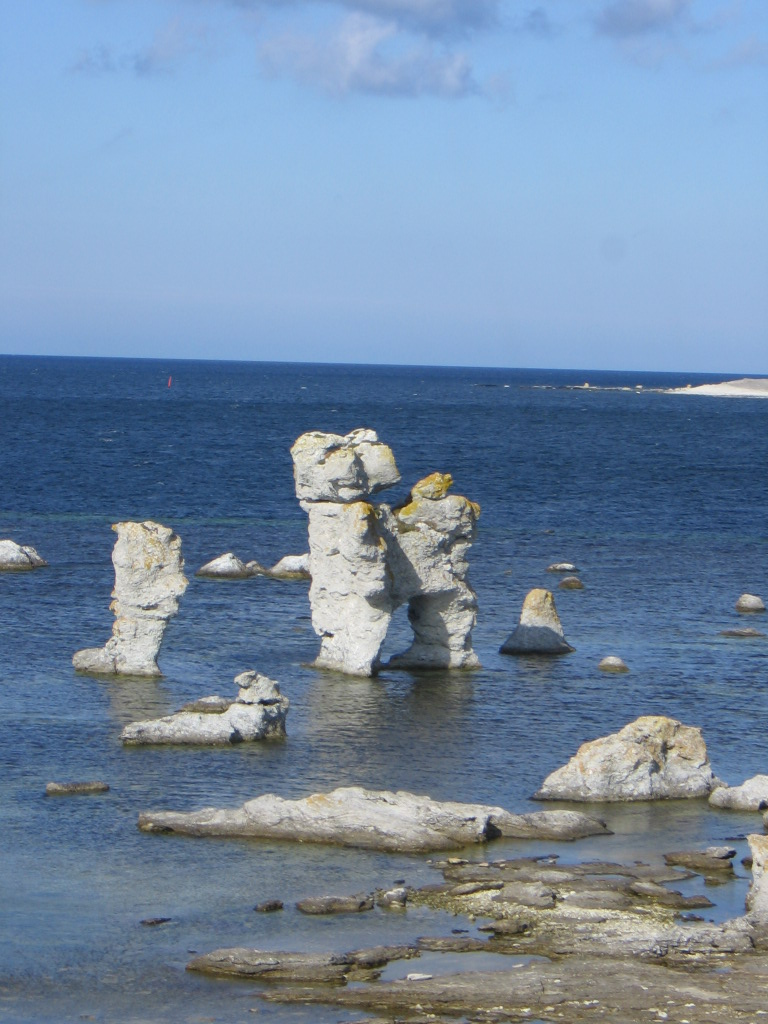
Раукари на острові Форе.

Раукар (швед. raukar, однина rauk) — шведський термін позначає природні кам'яні утворення, що нагадують колони, які утворилися в результаті ерозії під час льодовикового періоду. Безліч раукарів розташовані на островах Готланд та Форе, зустрічаються також на Еланді та деяких інших островах Балтійського моря.

## Галерея

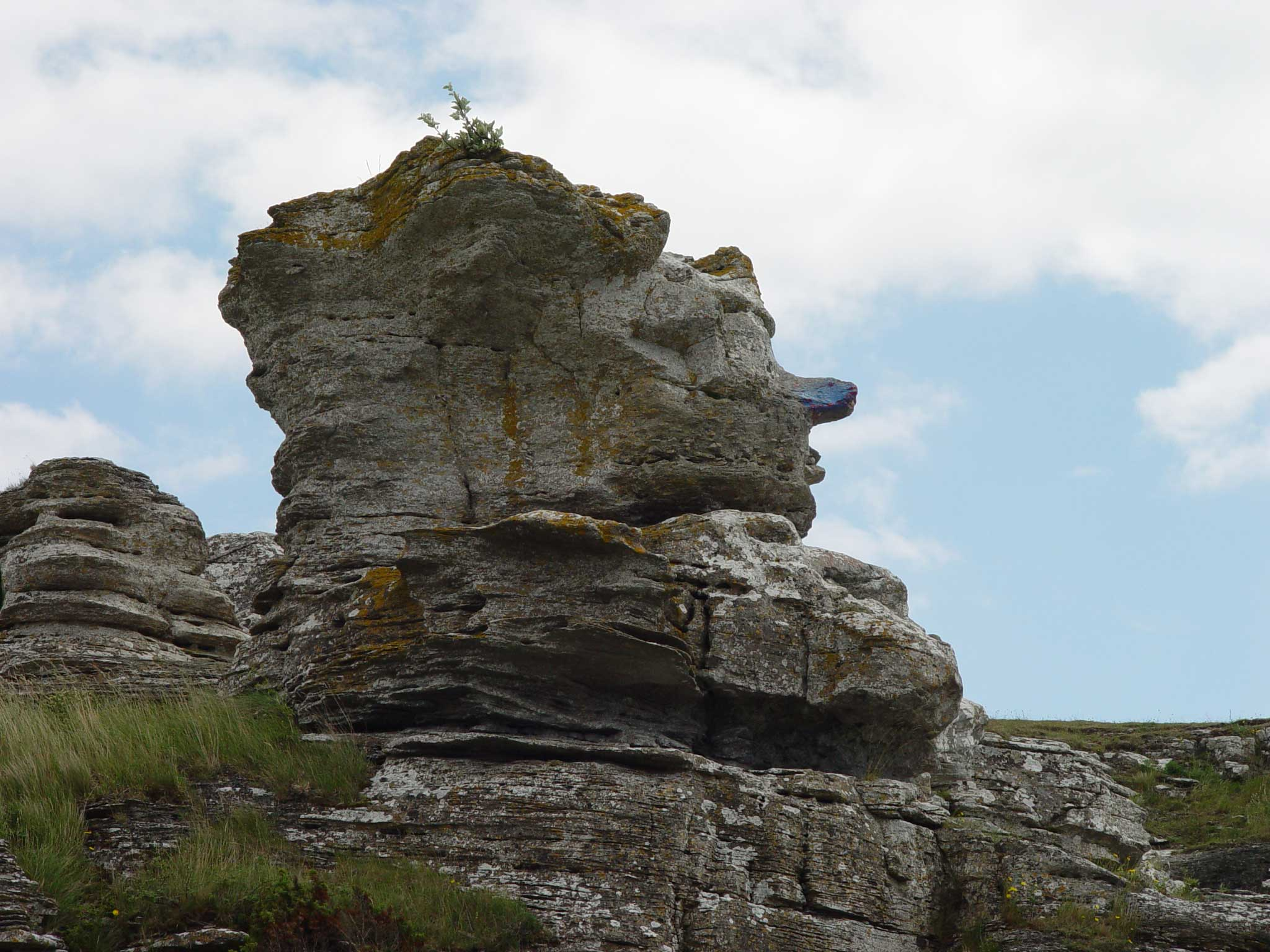
Раукар на Готланді
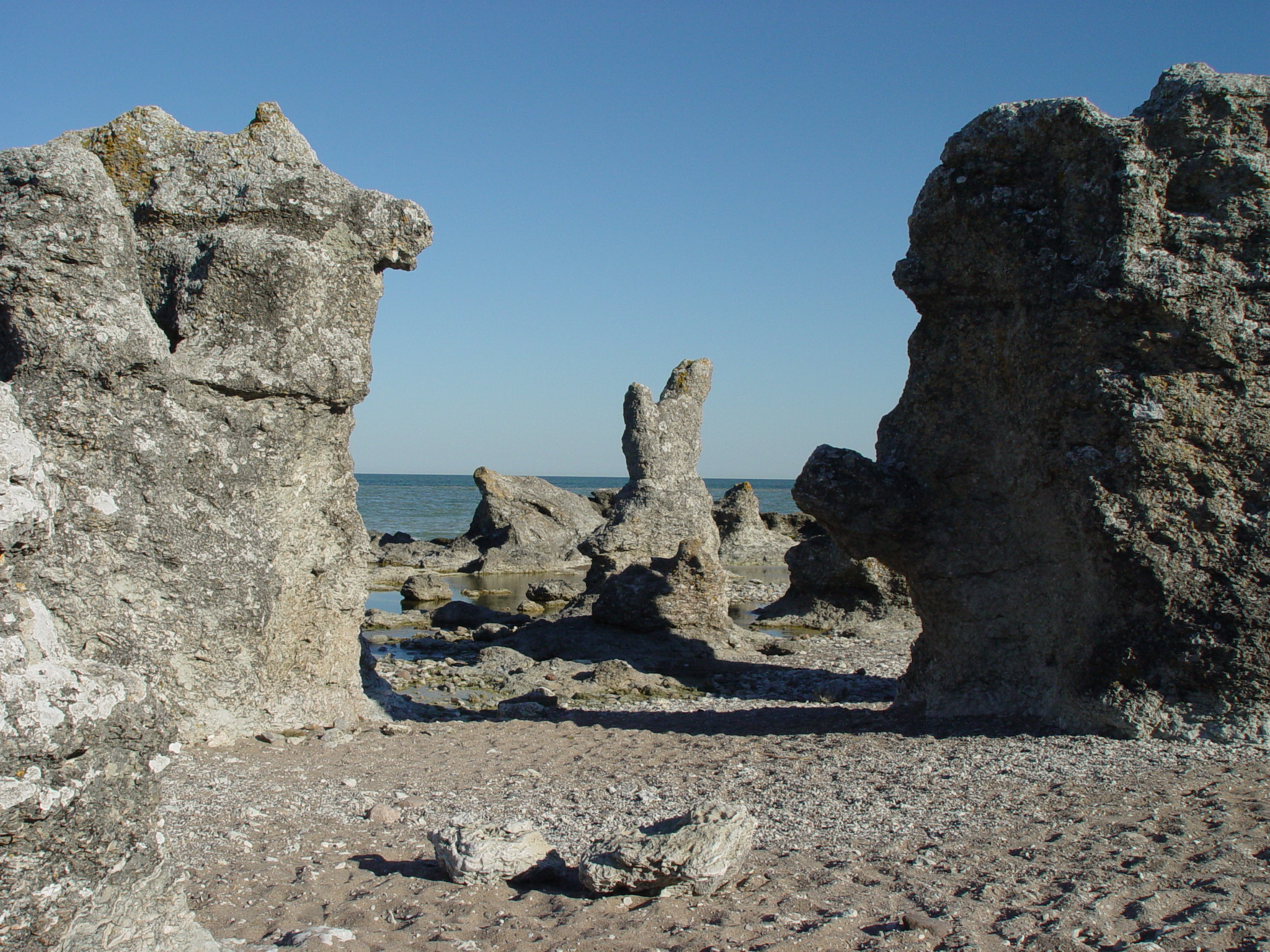
Раукар на Готланді
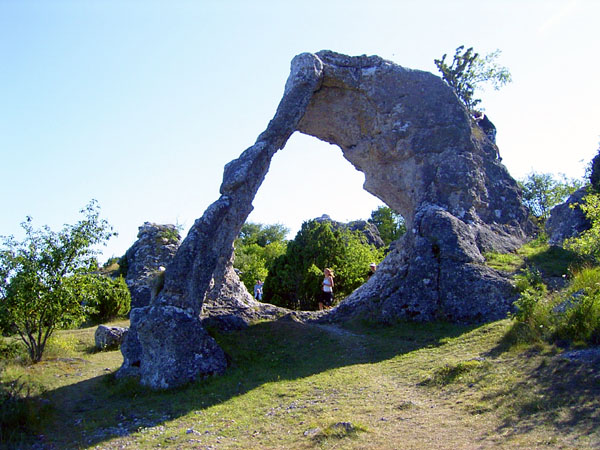
Раукар Лерґрав на Готланді
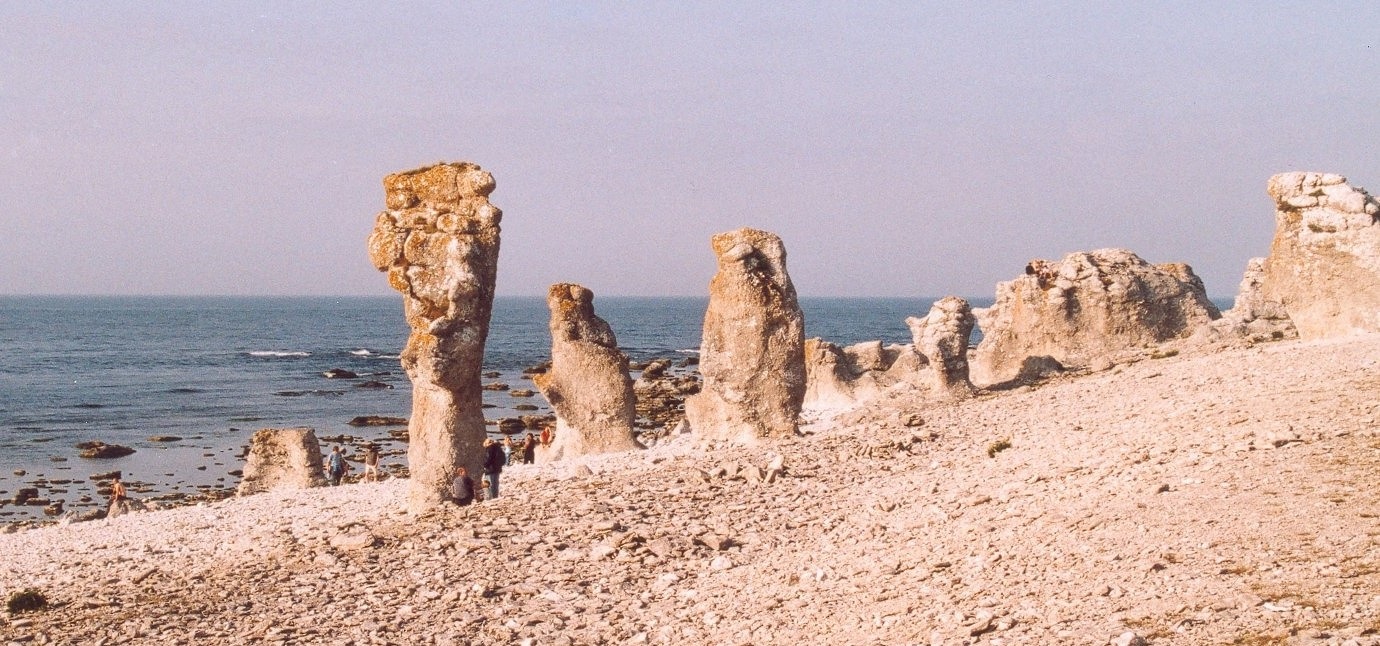
Раукари на Готланді
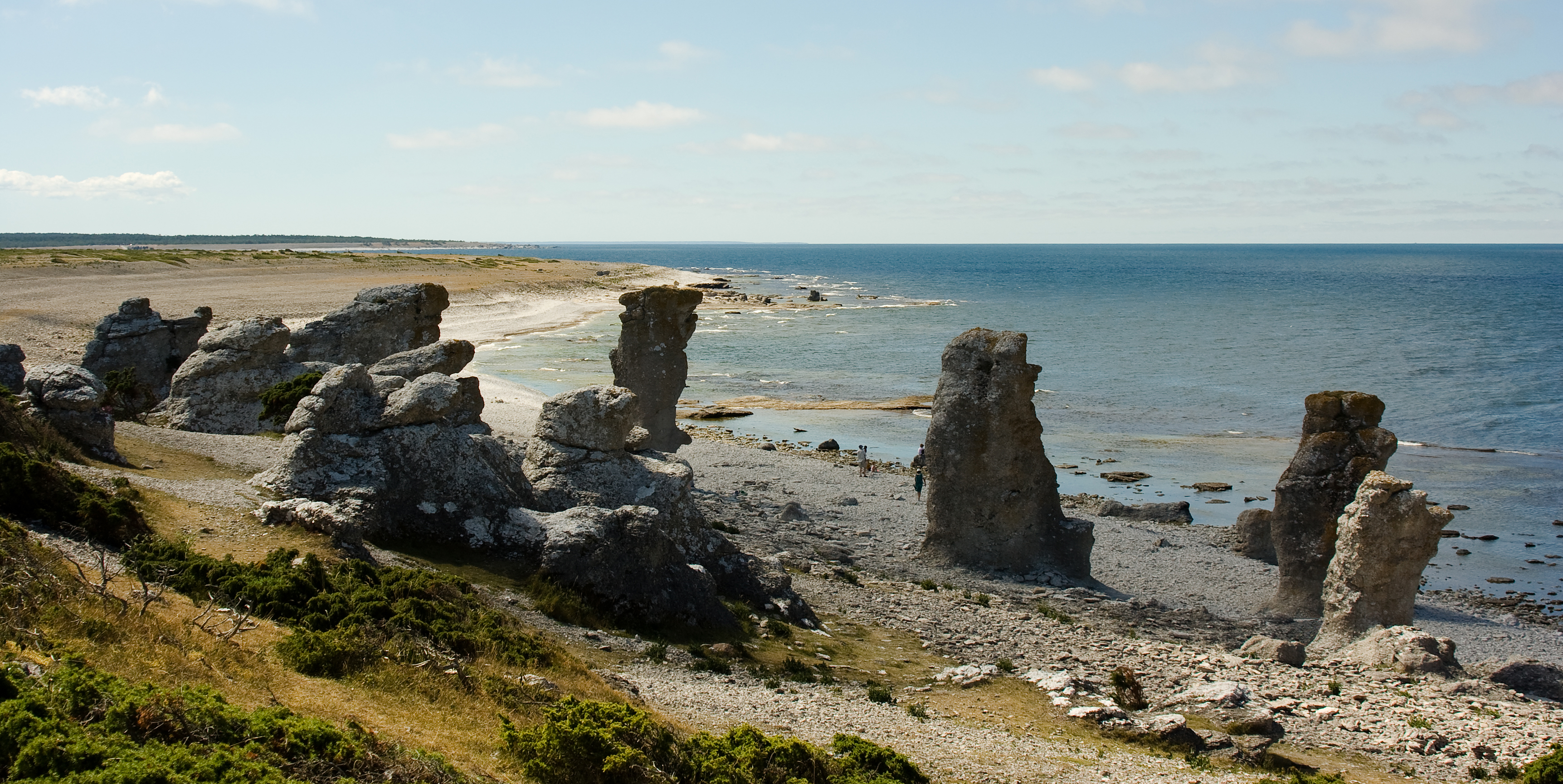
Раукари на Готланді
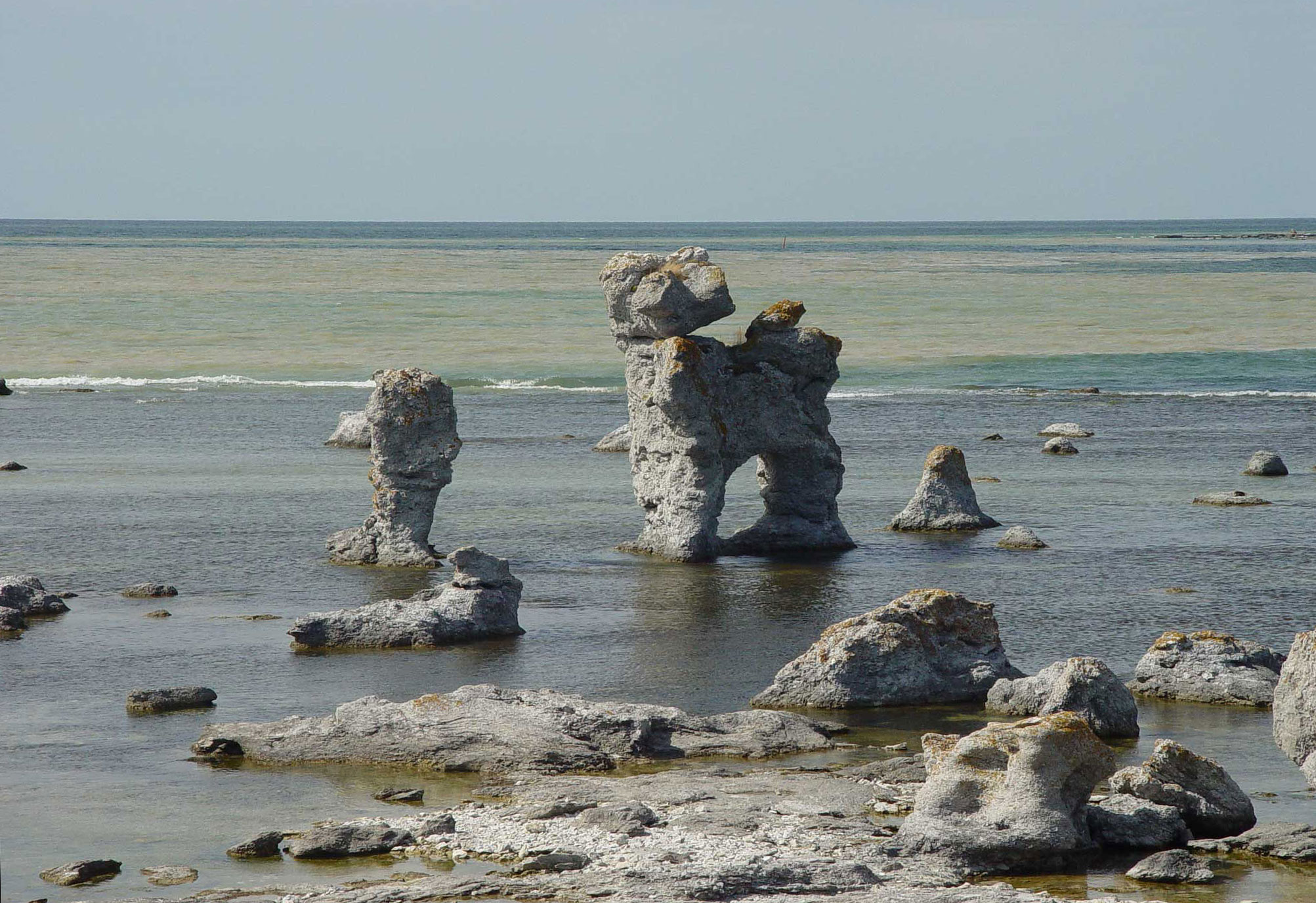
Раукар на Форе
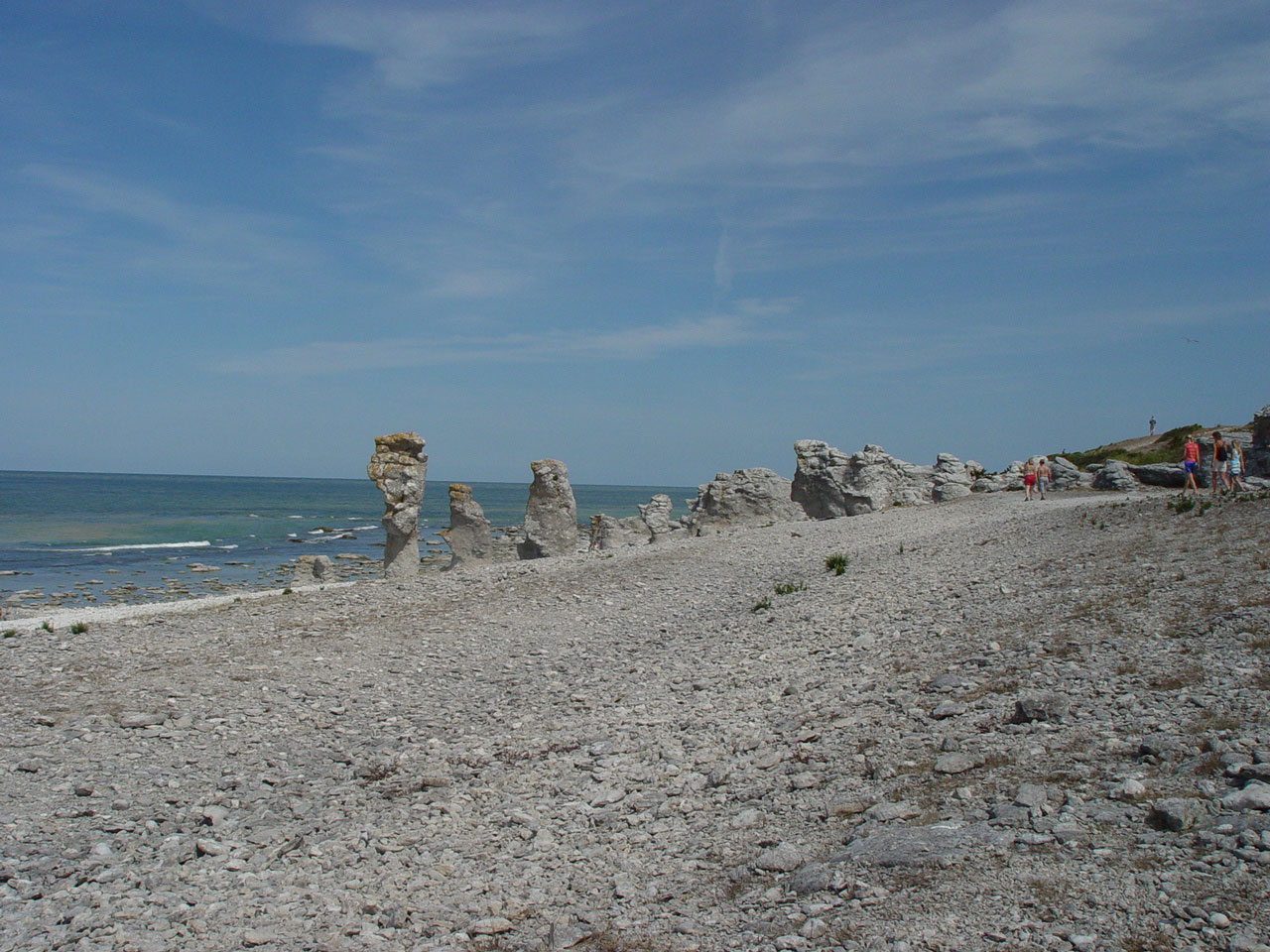
Раукар на Форе
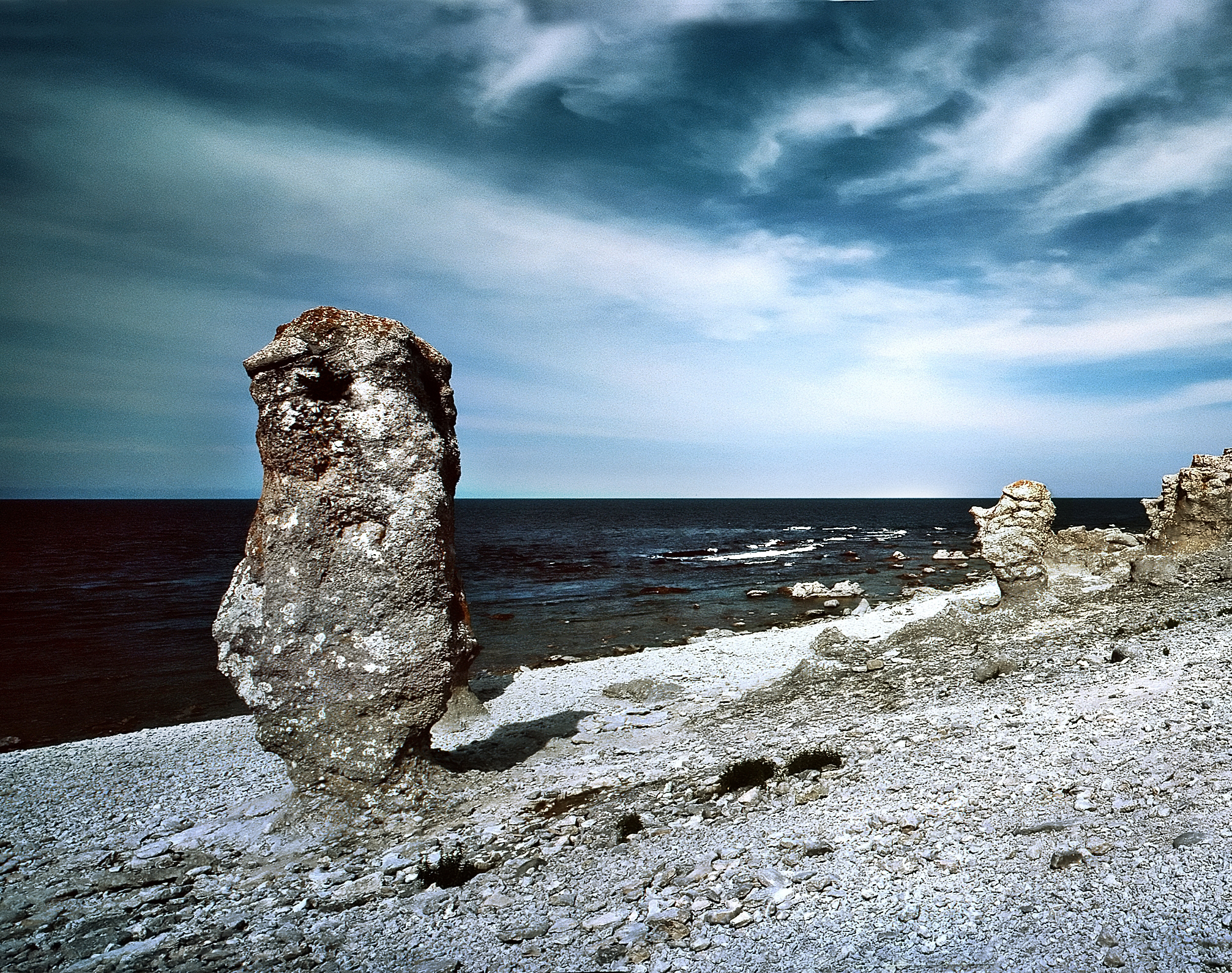
Раукар на Форе
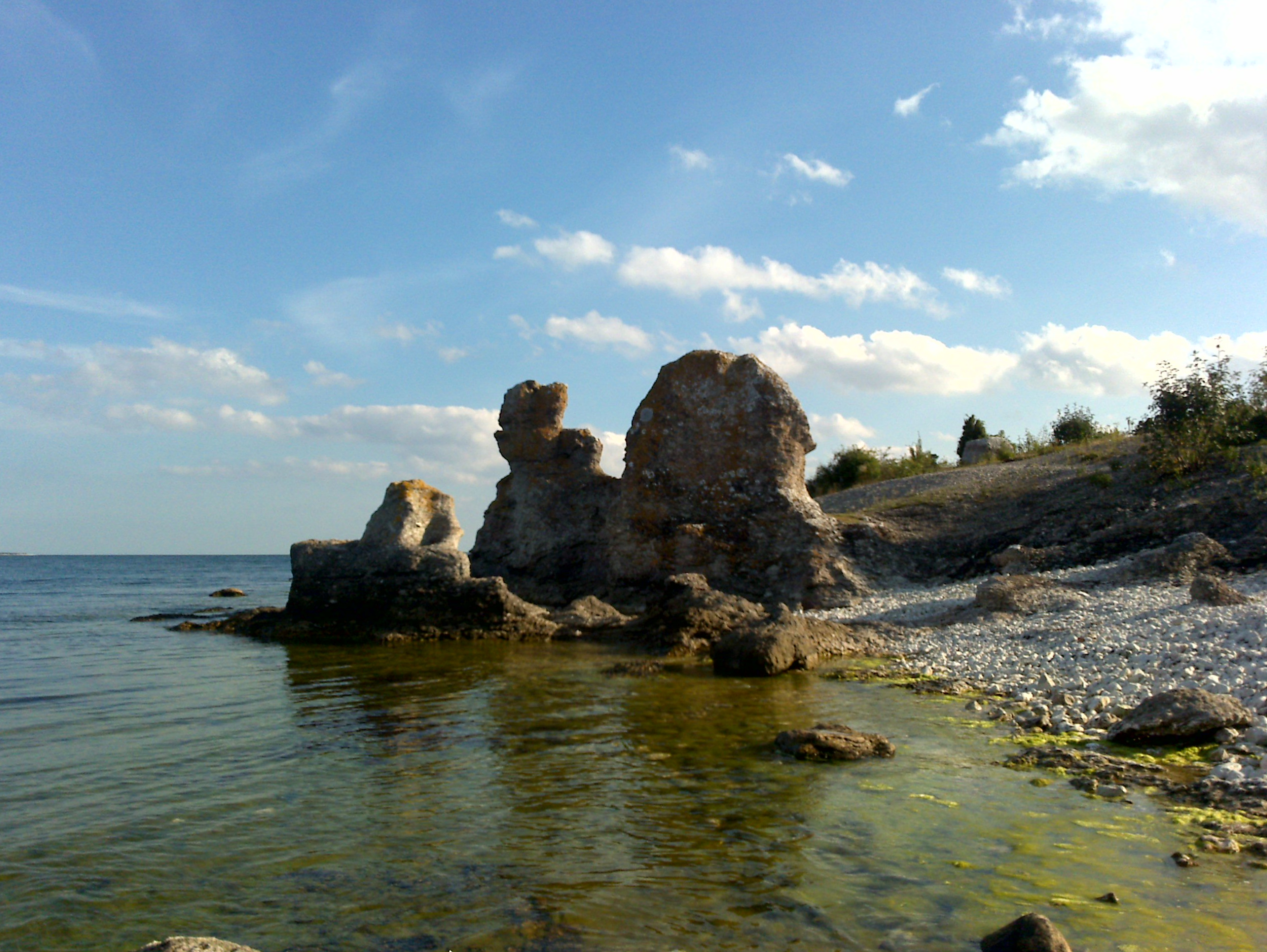
Раукари на Готланді